# Vagos Motorcycle Club
Vagos Motorcycle Club, även känd som "The Green Nation", är en motorcykelklubb som bildades 1965 i San Bernardino, Kalifornien. Klubbens insignier är Loke, som cyklar på en motorcykel. Medlemmar bär vanligtvis grönt.
Vagos Motorcycle Club är etablerade i Västra USA, norra Mexiko, Kanada, Australien, Europa, och Sverige.